# Gilad Bloom
Gilad Bloom ((em hebraico:  גלעד בלום): Tel Aviv, 1 de março de 1967) é um ex-tenista profissional israelense.